# Route 416 (Terre-Neuve-et-Labrador)
Pour les articles homonymes, voir Route 416.
La route 416 est une route tertiaire de la province de Terre-Neuve-et-Labrador d'orientation nord-sud située dans le nord de l'île de Terre-Neuve, sur la péninsule Baie Verte. Elle est une route faiblement empruntée, reliant la route 414 à Round Harbour, situé à l'est de la péninsule, au sud-ouest de La Scie. Route alternative de la 410 et de la 414, elle est nommée Round Harbour Road, mesure 10 kilomètres, et est une route de gravier sur l'entièreté de son tracé.

## Communautés traversées
- Round Harbour